# Parti colonial
 (janvier 2017).
 (février 2022).
Si vous disposez d'ouvrages ou d'articles de référence ou si vous connaissez des sites web de qualité traitant du thème abordé ici, merci de compléter l'article en donnant les références utiles à sa vérifiabilité et en les liant à la section « Notes et références ».
Le parti colonial est issu du Comité de l'Afrique française fondé en 1890. Il ne désigne pas un parti politique, mais un mouvement d'opinion, qui regroupe différents groupes à tendance colonialiste, et qui tend à se focaliser principalement sur l'Afrique. Il émerge dans le contexte du partage de l'Afrique entre les grandes puissances européennes. À la suite de la Première Guerre mondiale, une fois le contexte d'expansion coloniale révolu, il perd de son importance.
Il s'inscrit dans le contexte de la perte de l'Alsace et de la Lorraine, au cours de la IIIe République, qui induit le projet gambettiste de compenser cette défaite en récupérant des territoires en Afrique. C'est notamment la thèse soutenue par des historiens comme Henri Brunschwig ou Charles-Robert Ageron. Des historiens, comme Marc Lagana, insistent plus sur l'aspect économique, en raison de l’omniprésence du projet d'exploitation des ressources africaines.
Il se constitue de différents groupes, qui apparaissent dans l'ordre qui suit : le Comité de l'Afrique française ; un groupe politique à l'Assemblée nationale, puis au Sénat ; l'Union coloniale française.
Les principaux acteurs du parti colonial sont Auguste Louis Albéric d'Arenberg et Eugène Étienne. Bien qu'originellement politiquement opposés, le premier étant royaliste, le second républicain, ils convergent l'un vers l'autre, car tous deux sont soucieux de détenir un rôle de premier plan au sein des sphères de pouvoir de la IIIe République à travers le colonialisme.

## Historique
La nébuleuse appelée "parti colonial" a été créé par Eugène Étienne, républicain, et Auguste Louis Albéric d'Arenberg, député royaliste, en 1892. Il ne s'agit pas d'un parti politique mais d'un groupe d'influence extrêmement hétérogène composé de députés (près de 120 dès les élections de 1893) provenant de tous bords (extrême droite nationaliste, royalistes, républicains opportunistes et radicaux), mais aussi de scientifiques, de savants, de géographes.
Il a permis à Étienne, après avoir été évincé du sous-secrétariat d'État aux Colonies, de maintenir un certain pouvoir sur ces questions qui étaient primordiales pour lui. Lors de sa création, 48 députés l'intègrent, 113 à la suite des élections de 1893 et 200 en 1902.
Théophile Delcassé, ministre des Affaires étrangères de 1898 à 1905 souligne l'importance de ce groupe ainsi que le rôle majeur d'Étienne qui, malgré sa présence dans quelques cabinets, agit surtout par influences et réseaux : "Étienne a dans ses mains le sort du cabinet, écrivit Delcassé en 1903, son groupe constitue l’appoint qui est indispensable à celui-ci pour vivre. C'est Étienne qui fut à l'origine de la colonisation de Madagascar, de l'Entente cordiale et du protectorat sur le Maroc.
Le "parti colonial" s'appuie sur une presse qui tente de diffuser dans l'opinion le soutien au colonialisme. En 1928-1929, la presse coloniale voit ses tirages augmenter, deux ans avant une grande Exposition coloniale internationale qui a lieu  à Paris du 6 mai au 15 novembre 1931, à la porte Dorée et sur le site du bois de Vincennes. La Dépêche coloniale et maritime atteint son apogée en 1929 avec 20000 exemplaires diffusés contre 13 000 en 1913, soit un doublement de son tirage en une quinzaine d'années. Elle se situe alors peu après d'autres publications coloniales spécialisées comme l'Effort colonial, qui tire à 25 000, et La Dépêche africaine, qui est à 30 000.
Certains leaders coloniaux comme Pierre Perreau-Pradier, vice-président de la commission de l'Algérie, des colonies et des protectorats, « prenant leurs désirs pour des réalités »,, estimèrent à partir de 1928 que « le miracle s'était réalisé : l'opinion était gagnée ». Personnage important du "Parti colonial", il déclara en 1928 que « ceux qui ont lutté en faveur de l'idée coloniale en France et combattu au Parlement, dans la presse, dans les milieux les plus divers pour propager la foi coloniale, sont singulièrement réconfortés de constater le plein épanouissement de leur utile propagande. Il a fallu certes beaucoup d'énergie pour remonter le courant d'indifférence qui faisait dériver l'opinion publique loin du nécessaire effort colonisateur ».
D'autres, comme le directeur de la Ligue maritime et coloniale, sont restés plus sceptiques en déclarant en juillet 1928:  « placé à un poste favorable pour ausculter le pouls de l'opinion, qu'il me soit permis de ne pas partager tant d'optimisme » et déplorait en particulier les résistances des professeurs et instituteurs à la propagande coloniale : « Le milieu qui a charge de former la mentalité c'est-à-dire le corps enseignant, est celui qui y est demeuré jusqu'à présent le plus étranger, à de rares exceptions près. », critiquait-il.

## Les acteurs

### Eugène Napoléon Etienne
Figure républicaine du colonialisme, Eugène Napoléon Étienne naît en 1844 en Afrique du Nord, près d'Oran dans un univers militaire qui l’imprégnera fortement dans sa vie future. Après son lycée à Alger, il intègre une classe préparatoire aux grandes écoles à Marseille. Il souhaite intégrer Saint- Cyr, ce qu'il consent à ne pas faire pour son épouse. Néanmoins l'ambiance militaire dans laquelle il évolue, et son rêve échoué de Saint-Cyr, l'influenceront dans son projet de conquête coloniale et dans son attitude de soutien aux militaires.
C'est dans la cité phocéenne qu'il rencontre Maurice Rouvier grâce auquel il rencontrera Léon Gambetta. Ce dernier soutient l'expansion coloniale française, afin de faire regagner à la France, le prestige perdu, à la suite de l'annexion de l'Alsace-Lorraine. Eugène Étienne soutient ensuite la candidature de Gambetta à la première circonscription de la Seine, qui l'emporte sur Ferdinand de Lesseps. Eugène Étienne reste par la suite dans le sillage de Gambetta, ce qui lui permettra d'intégrer le conseil d'administration du réseau ferré de l'état en 1881. Parallèlement, il intègre la franc-maçonnerie en 1876, qui lui permet de bénéficier d'un réel réseau d'influence. Il finira en 1902 par intégrer la loge de Tlemcen.
Sous l'étiquette Union républicaine, il est élu député d'Oran en 1881, mandat qu'il conservera pendant plus de 40 ans. On lui confie entre autres le rapport sur le budget de l'Algérie. Enfin, en 1887, lorsque son ami Maurice Rouvier devient chef du gouvernement, il obtient le poste de secrétaire d'état à la Marine et aux colonies. Il a alors la possibilité de mettre en œuvre son projet de relier le Soudan, l'Afrique du Nord et le Golfe de Guinée.

### Auguste Louis Albéric d'Arenberg
Né en 1837, Auguste Louis Albéric d'Arenberg est quant à lui issu de la noblesse, son père ayant obtenu le titre de duc et pair de France après s'être rallier à Charles X en 1827. Son entrée en politique est donc rendue difficile dans le contexte d'affirmation de la République. Il s’appuie donc avant tout sur son ancrage local dans le Cher et se fait élire conseiller général du canton de Saint-Martin-d'Auxigny. Mais ce canton rural se trouve à l'écart des circuits économiques du pays.
En 1877, patronné par le général Mac-Mahon, il abandonne l'étiquette monarchiste, ce qui lui permet d'être élu député contre la gauche Républicaine, à la première circonscription de Bourges. Il perd son siège en 1881 et est battu en 1885 face aux Républicains. La politique de ralliement du pape Léon XIII, qui déconseille au clergé une opposition systématique à la République, lui permet de s'identifier pleinement à Gambetta, dont il admire le projet colonial. Ainsi il est réélu au sein de sa circonscription en 1889.
A la chambre, il prend alors parti sur de nombreuses questions coloniales, comme la liberté de navigation sur le Niger ou s'insurge contre l'agression de missionnaires en Ouganda. Il s'exprime ainsi sur de nombreuses questions chers au parti colonial, tel que le prestige de la France ou encore la course à l'expansion coloniale face à l'Angleterre.

### Autres protagonistes
Eugène Étienne et d'Arenberg ne sont pas les seuls protagonistes du parti colonial. On peut d'abord mentionné le réseau familial d'Arenberg avec lesquels il fonde la société de géographie du Cher. Il est en effet lié aux Greffulhe par son mariage. Il est aussi très proche des Vogué.
Jules-Hippolyte Percher et Paul Crampel apparaissent comme deux personnages clés dans la création du comité de l'Afrique française. Le premier était journaliste au Journal des débats et publiciste pour l'agence Dalziel. Il sera par la suite, connu sous le surnom Harry Alis le principal propagandiste du parti colonial. C'est en contact du second qu'il devient un adepte du colonialisme. Celui-ci était alors connu pour ces expéditions au Nord-Congo. Il est aussi l'initiateur du « plan Crampel » , qui voulait relier la Méditerranée au Golfe de Guinée, ce qui correspond au projet d'Eugène Étienne.
Enfin, Jules Charles-Roux et Emile Mercet apparaissent tous deux comme centraux, puisqu'ils seront président de l'Union coloniale française, Emile Mercet succédant à Charles-Roux en 1903. Au sein de cet organisme, Charles Noufflard joue un rôle clé dans la propagande à la jeunesse.

## Le comité de l'Afrique française

### Genèse
Le comité de l'Afrique française est créé le 24 novembre 1890. Il trouve ses racines dans le système des sociétés de géographie, notamment la troisième à être créée par d'Arenberg, la société de géographie du Cher. En effet, celle-ci fait valoir son influence à travers l'écriture, la diplomatie ou encore les couloirs de l'assemblée. Il faut aussi la présence de secrétaires d'autres sociétés de géographie au sein du comité, tel que Robert Gauthiot ou le Baron Hulot.
Elle apparaît à cette date en raison d'une conjoncture particulière. En effet, le traité  Heligoland-Zanzibar, partageant l'Afrique Orientale vient d'être signé le 1er juillet 1890, entre l'Allemagne et l'Angleterre. De plus, la France apparaît relativement passive dans l'expansion coloniale, ce qui est en opposition avec le zèle patriotique des colonialistes. Or nous sommes dans un contexte de course à l’expansionnisme.
Ainsi, le discours d'Eugène Étienne à l'assemblée sur la création d'une perpendiculaire allant de la Tunisie au Congo en passant par le Tchad, soutenu par Paul Crampel et Jules-Hippolyte Percher, encourage d'Arenberg à présider un comité colonialiste. Il gardera la présidence du comité jusqu'en 1912.

### Objectifs
Dès la création du comité, la perspective d'expansion est clairement déterminée. En effet, ses membres estiment qu'en raison de son absence du partage oriental de l'Afrique, la France aurait le droit a une plus grande part dans l'Afrique Occidentale. Ainsi, est instauré la « plan Crampel », par lequel Crampel est chargé d'atteindre le Lac Tchad et ainsi relier le Sahara au Congo.
Les crédits nécessaires à ses expéditions sont avancés par les membres du comités et les milieux colonialistes. Ainsi, l'expédition Mizon est financée par le syndicat français du Haut Benito et de l'Afrique Centrale. Entre 1891 et 1906, 460.000 francs sur les 1.425.000 francs de souscription sont consacrés à financer 30 expéditions en Afrique, le plus gros du budget allant à la propagande.

### Organisation
A sa création, le comité compte 29 membres, dont 10 parlementaires , 7 militaires et 3 professeurs. En 1901, il en compte 45, dont 13 parlementaires, 9 militaires, 4 professeurs et 6 hauts fonctionnaires. On note parmi ses membres, une minorité des représentants des intérêts économiques.
Le recrutement des membres se fait à la suite de conférences organisées par le comité. Ce recrutement permet donc de bénéficier des souscriptions d'adhérents. Chaque adhérent recevait le bulletin du comité. En 1891, le comité reçoit 158.000 francs de souscriptions, dont 29.000 francs de souscriptions spéciale pour le « plan Crampel ». 16 souscripteurs donnent alors une adhésion de plus de 1000 francs, notamment les Rothschild qui offrent 10.000 francs d'adhésions. On note aussi des dons de diverses chambres de commerce et de sociétés de géographie, situés entre 100 et 500 francs. En 1894 le montant reçu grâce aux adhésions s’élève à 346.000 francs.
À partir de 1895, les montants baissent, et oscillent entre 26.000 et 57.000 francs. Cette baisse est liée à l'apparition de l'Union Coloniale à laquelle s'attachent les milieux économiques. Ainsi, en 1906, Auguste Terrier affirme la nécessité de refuser des adhérents, puisque les fortes souscriptions sont de plus en plus rares et qu'une adhésion à 10 francs ne suffit pas à rembourser le coût du bulletin qui lui s'élève parfois jusqu'à 14 francs.

### Bulletin et conférences
Le comité de l'Afrique française a aussi un fort rôle de propagandiste. C'est Jules-Hippolyte Percher qui est au cœur de cette propagande sous le pseudonyme Harry Alis. Il devient aussi secrétaire général du comité.
En effet de nombreuses conférences, à travers la France sont organisées, notamment en vue du recrutement de nouveaux adhérents. On peut ainsi mentionner celle du Havre, de Nancy face à 800 personnes de la société de Géographie de l'est, le 30 octobre 1891, qui montre bien la proximité avec les sociétés de géographie, de Lille, le 03 novembre 1891, ou encore celle du colonel Louis Archinard organisée par des étudiants dans le grand amphithéâtre de La Sorbonne le 8 avril 1892.
Le comité se traduit aussi par une forme d'alliance entre la politique et la presse. En effet un bulletin mensuel est publié, il tire à 4000 exemplaires par mois, et compte 1198 abonnés, ce qui apparaît relativement faible, mais celui-ci se destine à une élite politique et économique. On note au fur et à mesure des années un glissement sémantique du terme expansion à celui conquête, ce qui montre véritablement une volonté de domination.
Enfin, la propagande du comité se traduit aussi à travers les récits d'Harry Alis à la jeunesse, tel que "A la conquête du Tchad" ou encore "Nos africains".

### Comité du Maroc et autres organes
Le comité de l'Afrique française donna lieu à la mise en place à d'autres comités à perspective coloniale.
On trouve par exemple le comité de l'Asie créé par Eugène Étienne, celui de l'Océanie créé par Pierre-Paul Guieysse en 1905, ou encore celui de Madagascar.
Néanmoins, parmi ces comités, celui du Maroc, créé par Eugène Étienne en 1904, apparaît l'un des plus importants. A sa création on parle de « La dernière chance impériale qui puisse nous rester au point où en est le partage de la terre », mais aussi de « la dernière chance de réparer les pertes territoriales en Amérique du Nord, liées aux guerres continentales menées par Louis XIV et à la légèreté de Louis XV ». Ses conférences sont organisées à l'aide des sociétés de géographie. Augustin Bernard met en place la distribution d'une brochure gratuite sur la valeur économique du Maroc à l'intention des chambres de commerce.
Le 15 juin est organisé un banquet en présence des ministres de la guerre, des affaires étrangères et des colonies ; des Rothschild qui donnent 20.000 francs, de la banque de Paris, de la compagnie du chemin de fer ouest algérien, du crédit lyonnais ou encore du comptoir national d'escompte de Paris qui donnent 10000 francs. Il permet de recueillir 136.000 francs de donations.
Son président est donc Eugène Étienne, son vice-président Jules Charles-Roux. En 1906, Eugène Étienne laisse la direction à Guillain car il devient ministre de l'intérieur. Il la reprendra en 1910, lorsque Guillain, son remplaçant tombe malade. Il utilise le bulletin du comité de l'Afrique française afin de communiquer. Enfin les subventions permettent d'entretenir un agent à Tanger et d'envoyer des missions d'exploration.
Le comité de l'Afrique française met aussi en place à partir de 1910 une souscription en faveur du souvenir colonial. En effet on constate que les statues et les hommages sont faits à la faveur des grandes figures des colonies, mais pas à celle des hommes plus modestes, morts sur le terrain. Ainsi chaque année grâce à cette souscription, on créé des statuettes, des médaillons, des images d’Épinal et des statuettes en leur honneur.

## Groupe parlementaire
Le parti colonial désigne aussi un groupe à l'assemblée qui émerge le 9 juin 1892 lorsque Eugène Étienne perd son poste de sous-secrétaire d'Etat aux colonies. Une des causes de cette perte de poste est la trop forte autonomie qu'il s'attribue. Celui-ci est alors élu vice-président de la chambre en octobre, et placé à la commission du budget et à la commission de l'armée. Finalement, cela provoque un déplacement de la sphère de décision, du cabinet vers le parlement, en ce qui concerne les colonies.
Eugène Étienne est alors désigné président de ce groupe politique. Ses vice-présidents sont d'Arenberg et l'amiral Wallon (Député du Sénégal). Ses secrétaires sont Alfred Martineau (député de la Seine) et Marcel Saint-Germain (député d'Oran). Il y a une volonté d'élargissement, puisque sont intégrés au groupe des députés des départements d'outre mer non africains.
En juillet 1892, le groupe compte 91 députés, puis 120 en 1893 et enfin 200 en 1902. La composition de ses membres est similaire à celle de l'assemblée, tant par le positionnement politique que par la profession pratiquée. Les propriétaires ainsi que des médecins qui sont largement à l'écart du groupe.
À partir de février 1898, le groupe colonial s'étend au Sénat. Il a alors pour président Siegfried et des membres tel que Charles de Freycinet, Ernest Constans, Louis Tirman et compte environ 30 membres. Ils se réunissent par exemple le 26 mars pour parler du chemin de fer au Soudan.

## Groupe de pression: l'Union coloniale française

### Genèse
En août 1893, le bulletin annonce la mise en place de l'Union coloniale française, qui apparaîtra comme l'organe économique du parti colonial. Il a en effet une finalité mercantile, bien que l'idée d'invoquer le profit apparaisse plus comme un moyen pour attirer l'adhésion des masses au projet colonial.
Celui-ci se dote de son propre bulletin, qui à partir de 1897 sera nommé La Quinzaine coloniale. Dans le premier numéro de son bulletin, il publie un extrait de ses statuts.
Ainsi les différents alinéas de l'article 2 montrent sa volonté d'assurer le développement des branches du commerce et de l'industrie. Il mentionne aussi des réunions sur les questions coloniales ouvertes à tous les protagonistes du commerce. Il se charge d'intervenir, à ses frais, devant toute juridiction pour la défense des principes d'intérêts généraux, de communiquer aux sociétaires tout renseignements utiles (lois, règlements, tarifs douaniers...), ainsi que de soutenir toutes les mesures économiques et législatives intéressantes auprès des pouvoirs publics.
Ce sont surtout des petits commerçants à la recherche de nouveaux marchés qui vont s'intéresser à cet organisme.

### Organisation
Les membres sociétaires de l'organisme doivent avoir un poste de direction dans des sociétés faisant affaires au sein des colonies. L'admission y est de 1 000 francs minimum, à laquelle il faut ajouter une cotisation annuelle de 1 000 francs. Chaque société n'y dispose que d'une seule voie dans les délibérations, même si plusieurs de ses membres font partie de l'organisme. Ces sociétaires composent le comité directeur. À cela il faut ajouter les correspondants qui résidaient dans les colonies et payaient 300 francs de cotisation annuelle. Les adhérents quant à eux payaient une cotisation annuelle de 50 francs.
Une réunion du bureau est effectuée les premiers et troisièmes mardi de chaque mois, et une réunion de comité est organisée le deuxième mardi de chaque mois. À la suite de ces réunions, les adhérents reçoivent par lettres la liste des ventes coloniales et des permis de recherche minière.
À sa formation elle compte 40 sociétaires, 20 correspondants et 243 adhérents. En 1895, ce nombre passe à 50 sociétaires, 28 correspondants et 452 adhérents. Elle a lors reçu, selon le bulletin 131 000 francs de cotisations. En 1900 elle compte 1 219 membres selon Émile Mercet.
En 1893, son président est Émile Mercet, qui laissera sa place à Jules Charles-Roux en 1903. Ces vice- présidents sont alors Ulysse Pila de la compagnie de Lyon, qui était très présente en Indochine, et Maurel, de la maison Maurel de Bordeaux qui est très présente au Sénégal. Son trésorier est Simon, directeur de la banque d'Indochine. Enfin son secrétaire est Julien Le Cesne, directeur à Paris de la compagnie de la Côte occidentale d'Afrique.
À partir du 27 mars 1896, chaque mois sont organisés des dîners mensuels des adhérents où les convives discutent des problèmes d'actualité, tel que la réforme des esclaves à Madagascar (27 mars 1896), l'immigration en Nouvelle-Calédonie (27 octobre 1896), ou encore les chemins de fer coloniaux (23 décembre 1897)...
À partir de 1905 se mettent en place des sections spécialisées. En 1908, le rapport de Jules Charles-Roux fait apparaître l'Union comme l'organisme colonial le plus dynamique. En effet, depuis sa création elle avait reçu plus de 30 000 lettres et organisé 400 conférences. Au cours de la seule année 1908, elle avait répondu à 568 lettres.

### Conférences et congrès
L'union organisait chaque premier et troisième jeudi du mois des conférences. Elle a aussi mis en place de nombreux congrès coloniaux, notamment celui de Marseille en 1906 où elle décide de spécialiser les prochains congrès. En 1908 se déroule le congrès de l'Afrique du Nord, en 1911 celui de l'Afrique orientale. On trouve au sein de ces congrès tous les représentants des différentes tendances du parti colonial (Géographes, parlementaires, explorateurs, membre du comité...). Les discours de ces congrès étaient envoyés à tous ses membres.

### Appel au peuplement
Il y a une véritable préoccupation au sein de cet organisme de provoquer l'émigration vers les colonies. Ainsi diverses mesures sont mises en place.
D'abord, sur le conseil du Père Piolet, un jésuite, dans une lettre ouverte à la Quinzaine coloniale où il conseille de solliciter la collaboration du clergé, des églises sont construites.
De plus, afin d'encourager l'agriculture coloniale, Paul-André Chailley-Bert lance un appel, non pas aux paysans, mais aux familles de la bourgeoisie moyenne, afin d'inciter leurs enfants à effectuer des études d'agronomie, pour mettre en place un système agraire stable dans les colonies.
On fournit ensuite une liste des Français émigrés dans les colonies, avec indication de leur profession et de leur département d'origine, ce qui assure aux Français de trouver des compatriotes une fois sur place.
En 1897 est mise en place la Société d'émigration des femmes qui assure l'emploi, le secours et le conseil nécessaire aux femmes voulant partir vers les colonies. En effet, avant cet organisme, les femmes expatriées avaient le choix entre mener une vie galante ou se retrouver face à la misère. Dès la première année, 15 femmes sont envoyées dans les colonies.
En 1898, l'organisme compte 22 bienfaiteurs, 42 sociétaires (qui donnent 25 francs de cotisations) et 64 adhérents. Le président Félix Faure, sa femme et Lucie Faure comptent parmi les membres d'honneur. Sa présidente reçoit la légion d'honneur en 1900.
La même année est mis en place un service pour le recrutement du personnel des colonies. Celui-ci met en place un cours pratique d'enseignement colonial, dans lequel on apprend l'anglais, la comptabilité et la colonisation appliquée. Il expédie 50 collaborateurs en 10 mois. Enfin, à partir de 1902 est mis en place par la Quinzaine coloniale, une publication gratuite référençant les différentes demande d'emploi.
Ainsi, tout un système est mis en place, pour inciter les Français à se rendre sur les terres coloniales, dans une logique de peuplement et d'exploitation.

### Appel à la jeunesse
Toujours dans cette même optique d'attirer le peuplement, l'union coloniale s'adresse à la jeunesse. Déjà le comité de l'Afrique étant dans cette perspective avec les écrits d'Harry Alis, mais le dispositif mis en place par l'union coloniale apparaît beaucoup plus poussé.
En effet, l'union coloniale met en place un Cours libre d'enseignement colonial à La Sorbonne pour les étudiants et les candidats à l'agrégation d'histoire-géographie. Chaque année, un prix de 20.000 francs et un voyage gratuit dans une colonie était offert à l'étudiant le plus studieux et le mieux préparé afin de rapporter une thèse de son séjour. Les meilleurs travaux furent récompensés par une médaille d'or et deux médailles d'argent. Il comptait 140 élèves inscrits.
Des fins connaisseurs des colonies par leur fonction offraient ainsi des cours sur des thématiques variées. Ainsi, Jules Charles-Roux parlait de la condition politique et économique des colonies, Marcel Dubois donnait quant à lui un cours sur les doctrines et les œuvres coloniales, Charles Dépincé sur le Tonkin et ses ressources, et enfin Milhe-Poutingon traitait du Sénégal et de ses ressources.
Dans une dynamique similaire, on peut aussi mentionner la ligue coloniale de la jeunesse dont la devise était « Éducation, propagande, assistance ». Elle cherche à faire germer la vocation coloniale, au sein de la jeunesse, par différents moyens : 
- Fond de bibliothèque sur les colonies
- Bourse de voyage et fonds avancés aux futurs colons
- Propagande dans les collèges et les lycées, sous l'impulsion de Charles Noufflard - alors élu président de cette ligue en 1897.

En 1898 elle compte 150 membres actifs. En 1899 elle en compte 500.
Enfin, en 1898, Charles Noufflard décide de mettre en place une Fédération de la jeunesse des écoles d'agriculture de France.

### Banquets annuels
Enfin, une des institutions les plus « prestigieuses » de l'Union coloniale était le banquet annuel. Celui-ci est créé dans l'optique de former une « grande doctrine coloniale », parmi l'opinion publique et surtout les élites politiques.
En effet, ministres, sous-secrétaires d'état aux colonies, hauts fonctionnaires des colonies, parlementaires, explorateurs, géographes, commerciaux, publicistes, industriels... étaient présents. Ainsi les enjeux étaient le prestige de la nation, la mise en place d'infrastructures, les législations douanières ou encore le financement par l'état. Retracer les différents banquets permet de dresser l'évolution de la considération du colonialisme parmi les élites politiques.
Ainsi, en 1894, Émile Mercet critique la prééminence du politique et la non participation des commerçants aux régimes fiscaux ou douaniers des colonies. Théophile Delcassé, ministre des Colonies, va dans son sens, en disant que maintenant que la mission expansionniste et civilisatrice est dépassée, il faut maintenant mettre en valeur les territoires, ce qui nécessite l'initiative privée. En 1895, Camille Chautemps, le nouveau ministre des colonies, va dans le même sens que son prédécesseur en affirmant que la seule vrai force des colonies sont les commerçants.
En 1897, le ministre des colonies André Lebon refuse à Émile Mercet l'aide financière de l'État. Mais cela évolue l'année suivante, puisque André Lebon constate alors une amélioration administrative des colonies, ainsi que la mise en place d'infrastructures.
De plus le président du tribunal du commerce Goy, de retour de Russie est convié au banquet. Il vient de signer une alliance avec la Russie et affirme son optimisme, déclarant que maintenant que la France est sortie de son isolement, et qu'il est donc temps de développer le marché extérieur.
Enfin, en 1899, on note une grande euphorie quant aux colonies parmi l'opinion. Ainsi l’État garantit les emprunts coloniaux, ce qui assure la mise en place d'infrastructures, dans une logique d'exploitation.